# Guy Easterby
Pas d'image ? Cliquez ici

a Compétitions nationales et continentales officielles uniquement.

b Matchs officiels uniquement.
Dernière mise à jour le 31 mars 2025.
Walter Guy Easterby, né le 21 mars 1971 à Tadcaster (Angleterre), est un joueur international irlandais de rugby à XV jouant au poste de demi de mêlée.
Il compte 28 sélections avec l'équipe d'Irlande entre 2000 et 2005.
Il le frère de Simon Easterby, également international irlandais.

## Biographie
Né d'un père anglais et d'une mère irlandaise, il est repéré par les Irish Exiles. Il obtient ainsi sa première cape internationale à l'occasion d'un test match le 10 juin 2000 contre l'équipe des États-Unis. 
Il participe au Tournoi des Six Nations de 2002 à 2005.
Malheureusement pour lui au niveau international, il est apparu en même temps qu'un monstre sacré, Peter Stringer, titulaire du poste 9 en équipe d'Irlande.

## Statistiques en équipe nationale
- 28 sélections avec l'équipe d'Irlande
- 6 essais (30 points)
- Sélections par années : 2 en 2000, 4 en 2001, 6 en 2002, 10 en 2003, 5 en 2004, 1 en 2005
- Tournois des Six Nations disputés: 2002, 2003, 2004 et 2005.
- Participation à la Coupe du monde de 2003 (3 matchs, 3 comme remplaçant).